# Ernst vom Rath
Ernst Eduard vom Rath (Fráncfort del Meno, 3 de junio de 1909-París, 9 de noviembre de 1938) fue un diplomático alemán, secretario de la embajada alemana en París. Su muerte, el 9 de noviembre de 1938, provocada por el judío polaco Herschel Grynszpan tuvo como consecuencia los graves disturbios de la noche de los cristales rotos por los que se atacaron sinagogas, comercios y propiedades judías.

## Juventud y carrera
Vom Rath estudió en el Realgymnasium de Breslavia. Estudió Derecho en Bonn, Múnich y Königsberg. En 1932 se hizo miembro del Partido nazi y en 1933 de las SA. A partir de 1934 trabajó como agregado del Ministerio de Exteriores en Bucarest, París y Calcuta.

## Asesinato y consecuencias
A partir de julio de 1938 trabajó como secretario de la legación en la embajada alemana de París, donde Herschel Grynszpan lo hirió de cinco disparos el 7 de noviembre de 1938. Murió dos días después a consecuencia de las lesiones. La dirección del Partido nazi realizó ese mismo mes un pogromo en represalia contra la población judía en Alemania y Austria, que se ha conocido posteriormente como la noche de los cristales rotos.
Después del funeral organizado por Ernst von Weizsäcker en París y el transporte del féretro en tren especial a través de Aquisgrán y Colonia, se le dio sepultura oficial el 17 de noviembre en el cementerio Nordfriedhof en Düsseldorf, con la presencia de Adolf Hitler. Vom Rath fue presentado como mártir (Blutzeuge) en la lucha de los nazis contra la supuesta conspiración judía mundial contra el Tercer Reich; se habló de Vehmgericht encargado por los sabios de Sion. Algunas investigaciones posteriores apuntan a que la muerte de Vom Rath podría haber sido propiciada de manera estratégica por Hitler para favorecer su posición.

## Homosexualidad
Las afirmaciones del autor homosexual André Gide han dado nacimiento a la tesis de que Vom Rath era conocido en los ambientes gais de París, donde habría conocido a Grynszpan. Gide habría deducido esto del acta de acusación del fiscal del Estado del 16 de octubre de 1941, donde en la sección «Respuesta del acusado a la demanda» aparece la siguiente nota:

Im Laufe der weiteren Ermittlungen hat er sich dann sogar zu der frechen lügnerischen Behauptung verstiegen, den Gesandtschaftsrat vom Rath bereits längere Zeit vorher kennen gelernt zu haben und von ihm mehrmals homosexuell missbraucht worden zu sein.
En el transcurso de las investigaciones, ha llegado incluso a rebajarse a hacer afirmaciones descaradas y falsas, diciendo que había conocido al legado vom Rath hacía cierto tiempo y que éste habría abusado de él de forma homosexual.

Goebbels, que conocía las afirmaciones, las rechazó catalogándolas de «absurdas, típicamente judías». Escribió: «Grynszpan ha inventado semejante argumento insolente de que tuvo una relación homosexual con [...] vom Rath. Es, por supuesto, una mentira descarada; sin embargo, está muy bien pensada y podría, si se hiciese pública en un juicio, convertirse en el principal argumento de la propaganda enemiga». Como resultado, el juicio por el asesinato se pospuso indefinidamente.
Los psiquiatras alemanes que examinaron a Grynszpan afirmaron que se había ofrecido sexualmente a vom Rath a cambio de la salvación de su familia en Alemania. Se desconoce si vom Rath era homosexual o no. Su hermano fue condenado por delitos de homosexualidad y existen informes de que se trató a vom Rath de gonorrea rectal en el Instituto de Radiología de Berlín.